# Profesionalen Futbolen Klub Šumen 2010
Il Profesionalen Futbolen Klub Šumen 2010 (in bulgaro Професионален Футболен Клуб Шумен 2010?) è una società calcistica bulgara di Šumen.

## Storia
Fondata nel 1916 col nome di Preslava, divenne in seguito Han Omurtag Šumen. Dal 1935 cambiò nome in Panajot Volov Šumen, disputando varie stagioni nel Campionato nazionale bulgaro. Ha subito vari cambi di denominazione, fino al 1982, quando divenne semplicemente Šumen. Con questo nome ha disputato la Coppa UEFA 1994-1995, venendo eliminata subito.
Andata in bancarotta nel 2001, fu subito rifondata col nome di Šumen 2001; conobbe un nuovo fallimento nel 2010, quando fu nuovamente rifondata col nome di Šumen 2010.

## Organico

### Rosa 2012-2013
| N. |                     | Ruolo | Calciatore        |
| -- | ------------------- | ----- | ----------------- |
| 1  | Bulgaria (bandiera) | P     | Todor Todorov     |
| 3  | Camerun (bandiera)  | D     | Merlin Boyomo     |
| 4  | Bulgaria (bandiera) | C     | Banko Bankov      |
| 5  | Bulgaria (bandiera) | D     | Lyubomir Despotov |
| 6  | Bulgaria (bandiera) | C     | Bozhidar Iliev    |
| 7  | Bulgaria (bandiera) | A     | Ahmed Ahmedov     |
| 9  | Bulgaria (bandiera) | A     | Zahari Dimitrov   |
| 10 | Italia (bandiera)   | A     | Nicolò De Cesare  |
| 12 | Italia (bandiera)   | P     | Stefano Rosciani  |

| N. |                     | Ruolo | Calciatore         |
| -- | ------------------- | ----- | ------------------ |
| 14 | Bulgaria (bandiera) | C     | Zhivko Gerchev     |
| 15 | Bulgaria (bandiera) | C     | Mitko Mitkov       |
| 16 | Bulgaria (bandiera) | C     | Ilian Hristov      |
| 18 | Bulgaria (bandiera) | A     | Nededin Mehmedov   |
| 21 | Italia (bandiera)   | D     | Antonio Carrozza   |
| 91 | Italia (bandiera)   | C     | Davide Conti       |
| -- | Bulgaria (bandiera) | A     | Deyvid Kaskatiyski |

## Palmarès

### Competizioni nazionali
- Vtora profesionalna futbolna liga: 2

1971-1972, 1982-1983
- Treta amat'orska futbolna liga: 3

1986-1987, 1990-1991, 2011-2012

### Altri piazzamenti
- Campionato bulgaro:

Semifinalista: 1935
- Coppa di Bulgaria:

Semifinalista: 1957, 2005-2006
- Vtora profesionalna futbolna liga:

Secondo posto: 1953–1954, 1956–1957, 1980–1981, 1981–1982, 1992–1993

## Statistiche e record

### Partecipazione ai campionati
| Livello | Categoria                      | Partecipazioni | Debutto   | Ultima stagione | Totale |
| ------- | ------------------------------ | -------------- | --------- | --------------- | ------ |
| 1º      | Campionato nazionale           | 7              | 1929      | 1937            | 14     |
| 1º      | A Republikanska futbolna grupa | 3              | 1972-1972 | 1993-1994       | 14     |
| 1º      | A Profesionalna Futbolna Grupa | 4              | 1994-1995 | 1999-2000       | 14     |